# Собачий остров

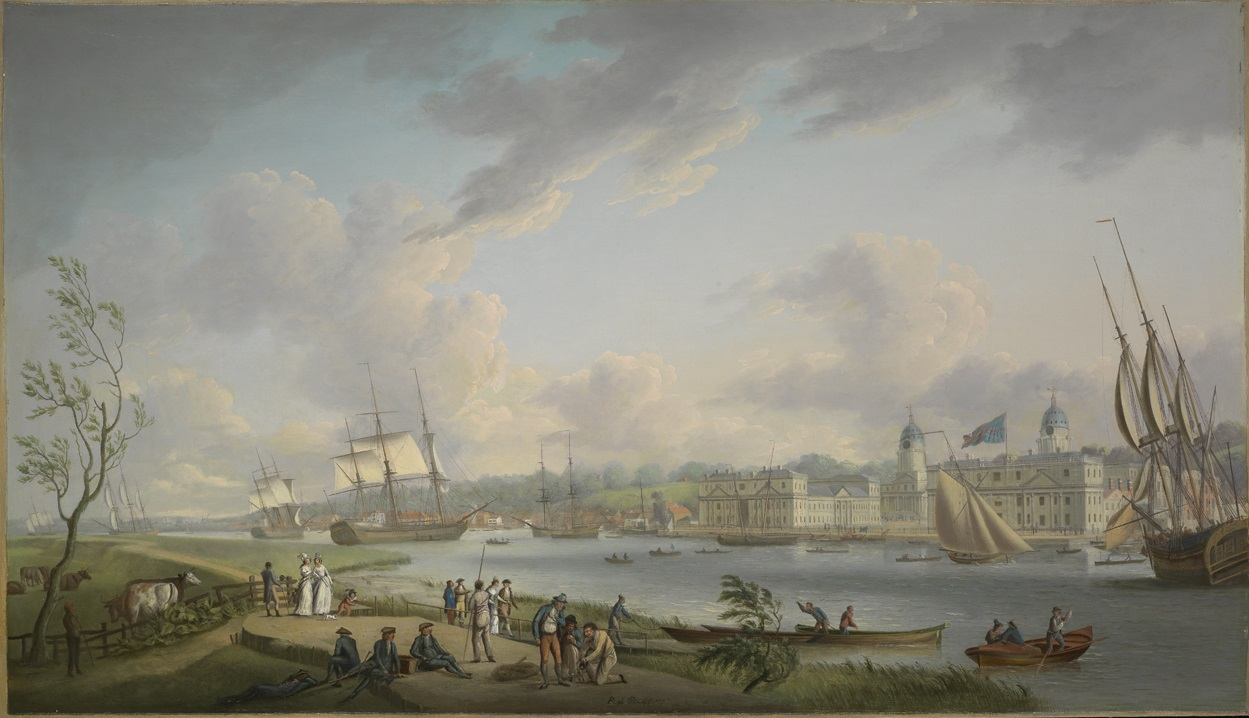
Роберт Додд (англ.). Вид на Гринвич с Собачьего острова. 1792 год

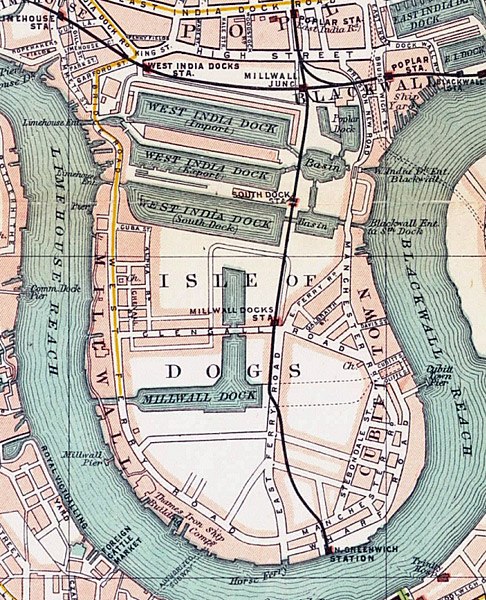
Карта Собачьего острова в 1899 году

Собачий остров или Айл-оф-Догс (англ. Isle of Dogs) — район лондонского Ист-Энда, где расположен один из крупнейших современных деловых центров Европы, Кэнэри-Уорф. Административно входит в состав боро Тауэр-Хамлетс. В прошлом — зона доков бывшего Лондонского порта, известная также как Доклендс.
Представляет собой полуостров, который с востока, юга и запада окружён Темзой. На территории Собачьего острова расположены бывшие верфи Лондонского порта. Проложенный в 1899—1902 годах под Темзой пешеходный туннель связывает Собачий остров с Гринвичем.
Новая жизнь Собачьего острова началась после того, как правительство Маргарет Тетчер приняло программу модернизации района Доклендс. Первые здания, одно из которых стало высочайшим зданием Великобритании, были достроены в 1991 году. В настоящее время на Собачьем острове находится второе по высоте (после постройки небоскрёба The Shard) здание Великобритании One Canada Square высотой 235 метров.

## Галерея

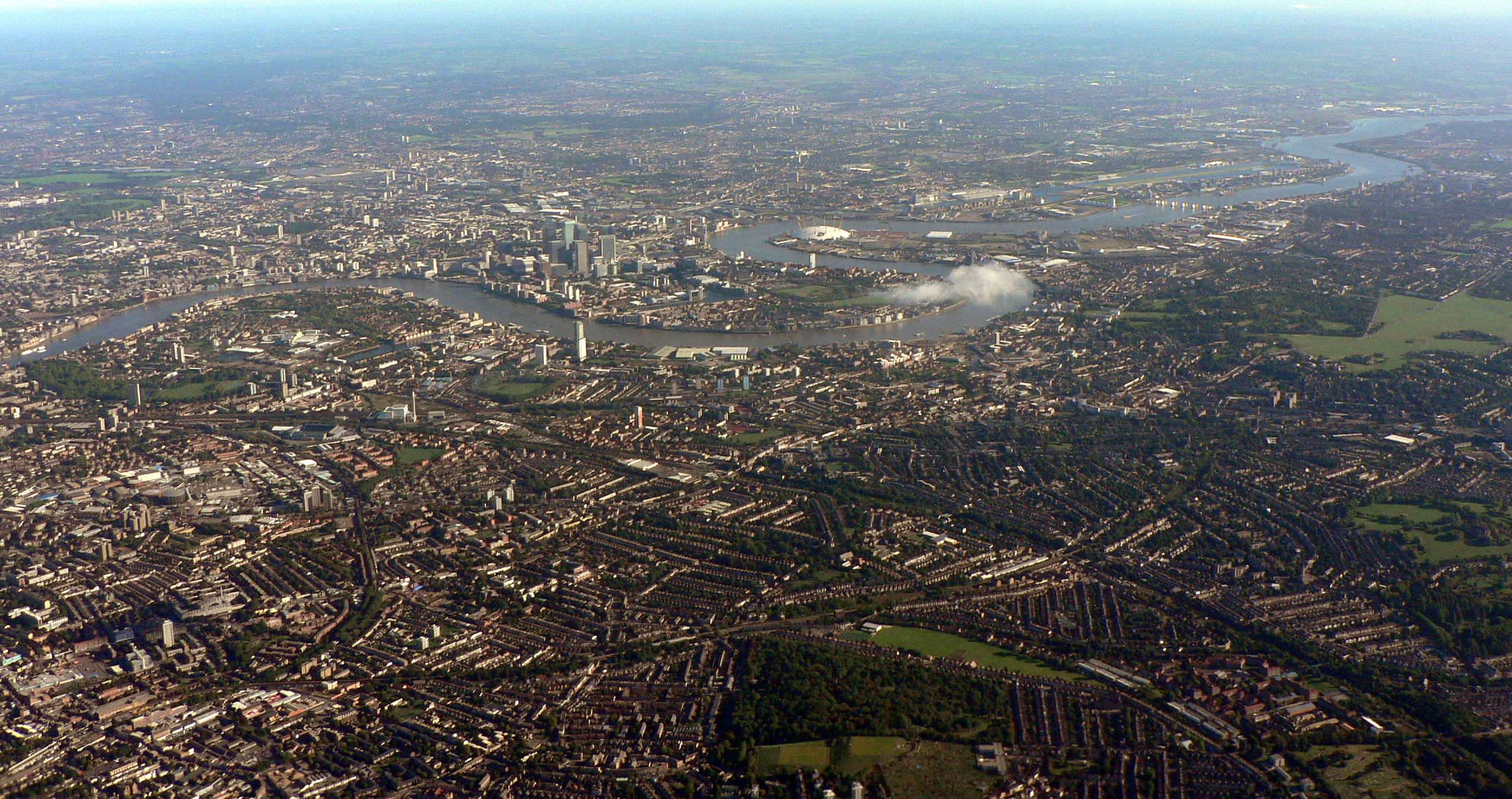
Вид с воздуха на юго-восточную часть Лондона, где расположен Собачий остров
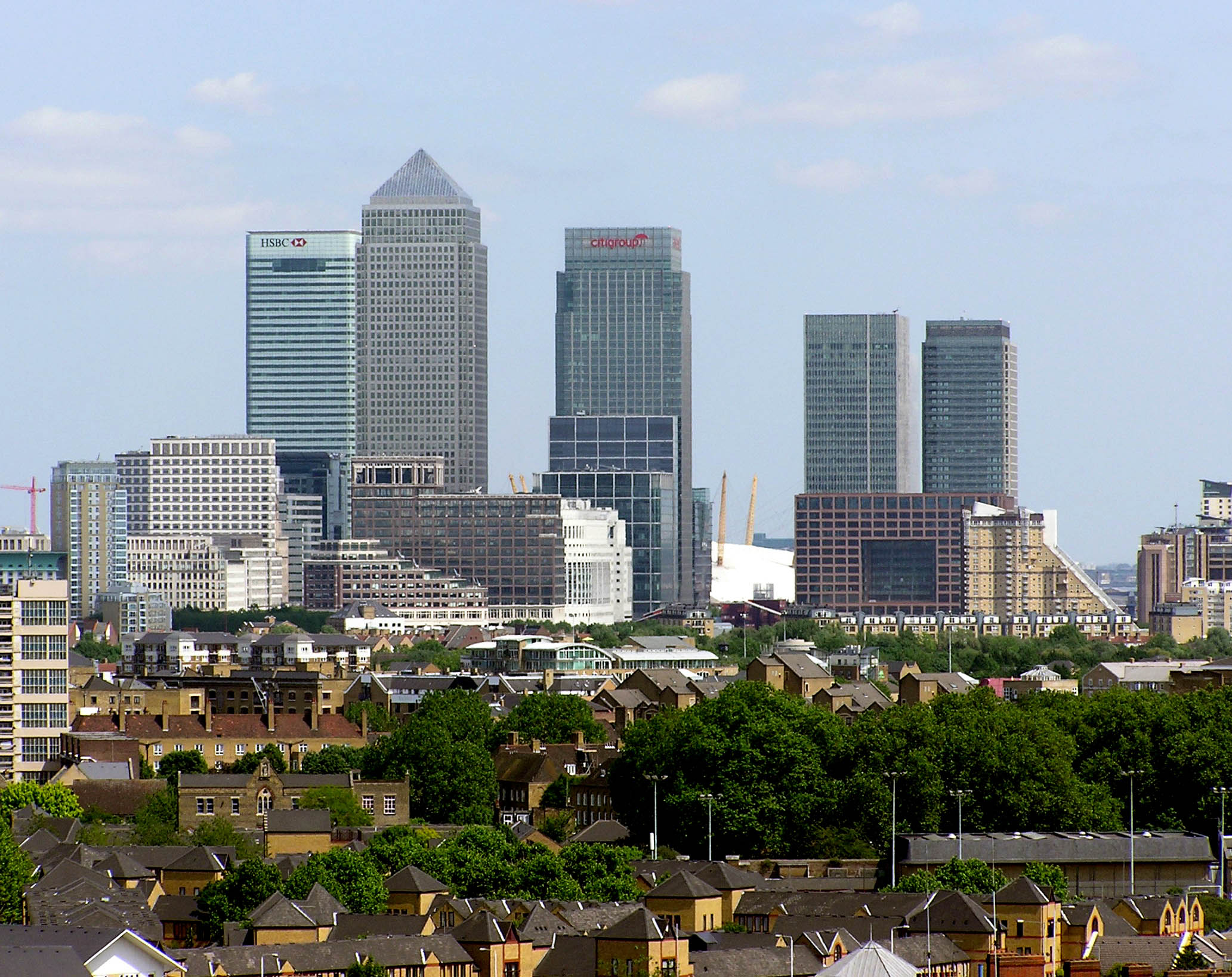
Деловой центр Кэнэри-Уорф на Собачьем острове
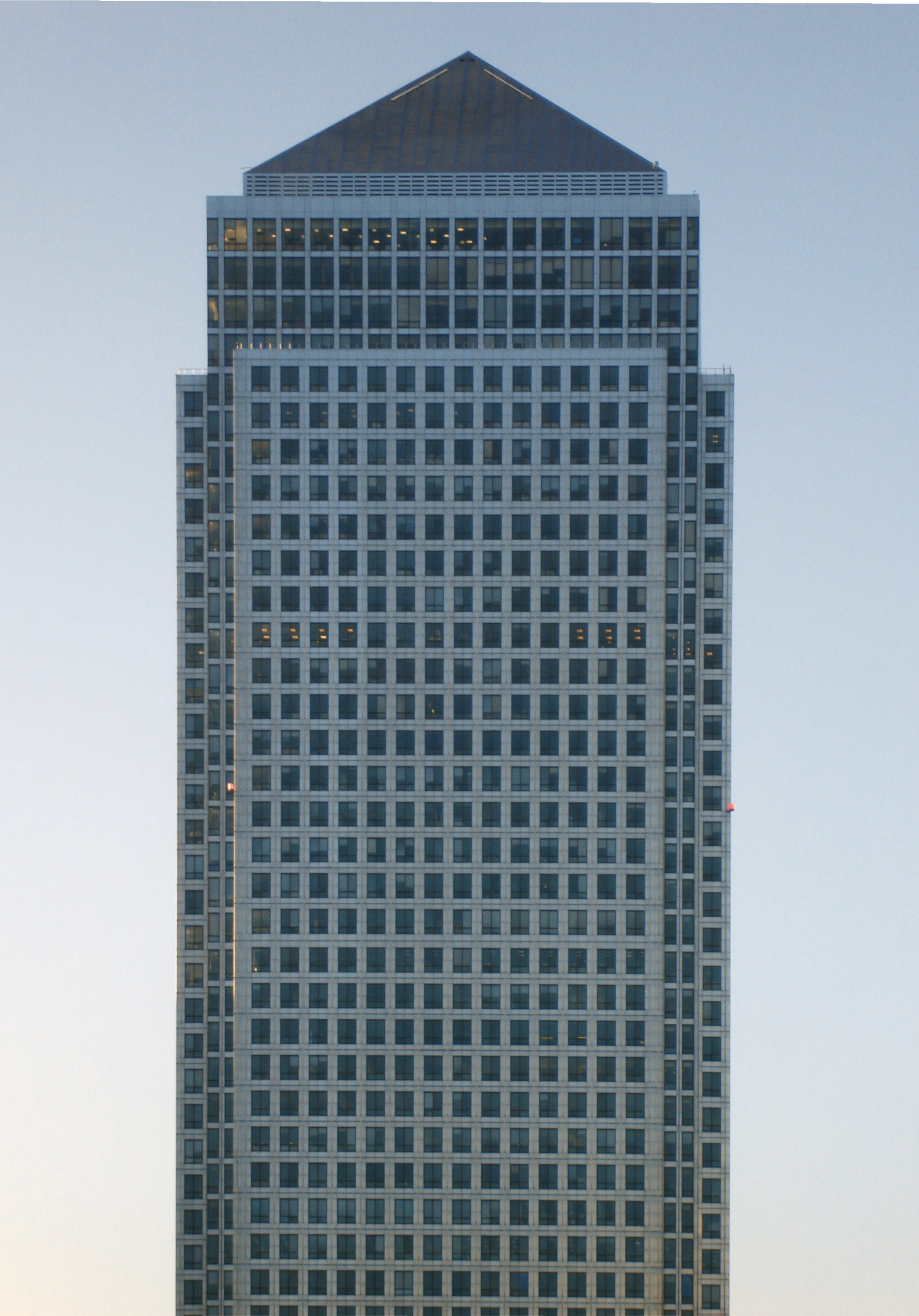
Верхушка небоскрёба One Canada Square
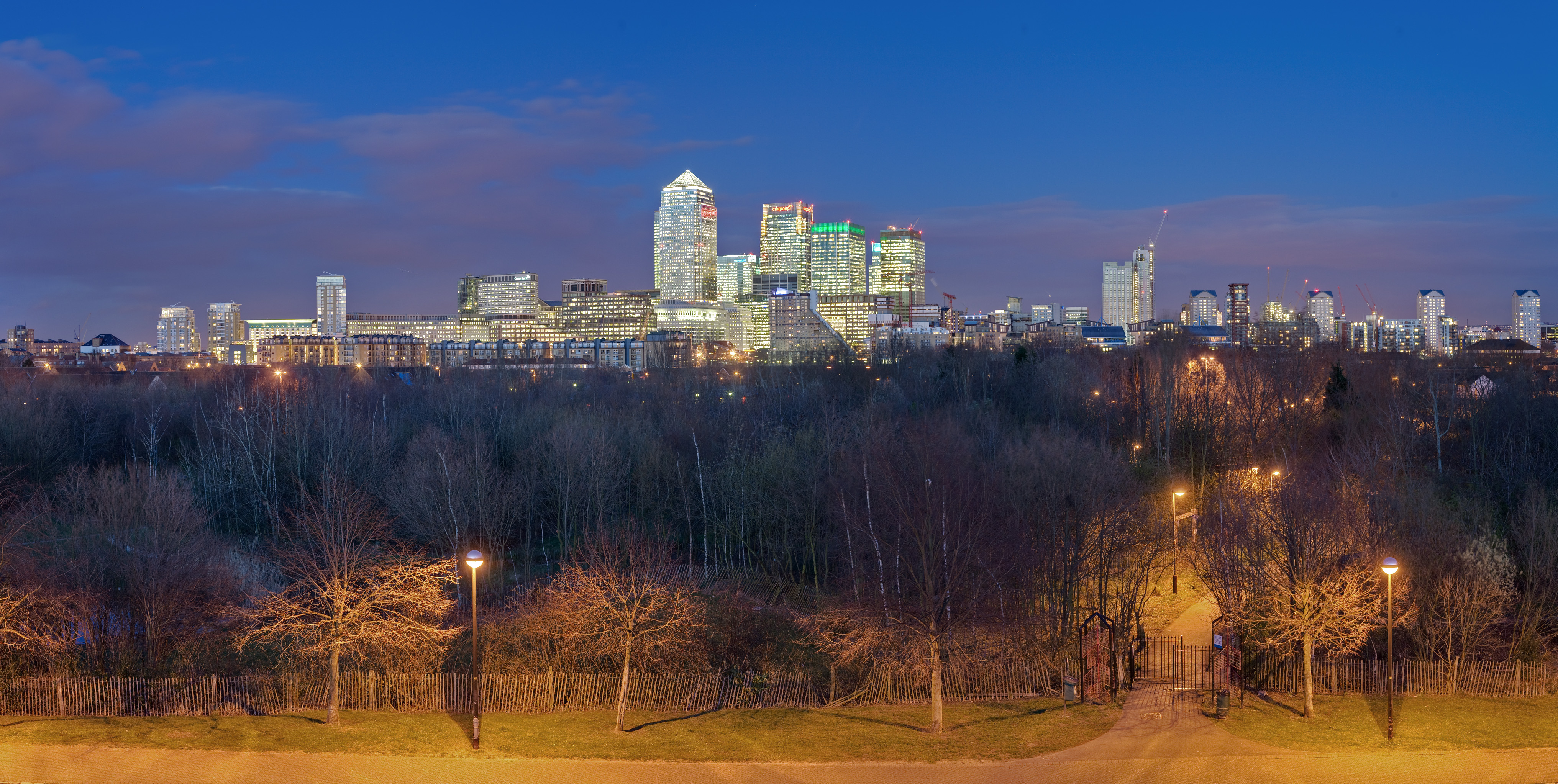
Вид на Собачий остров вечером